# 萨托拉斯和邦斯
萨托拉斯和邦斯（法語：Satolas-et-Bonce，法語發音：[satɔlas e bɔ̃s]）是法国伊泽尔省的一个市镇，属于拉图尔迪潘区。

## 地理
萨托拉斯和邦斯（45°41'36"N, 5°7'50"E）面积16.8 平方千米，位于法国奥弗涅-罗讷-阿尔卑斯大区伊泽尔省，该省份为法国东南部内陆省份，北起顺时针与安省、萨瓦省、上阿尔卑斯省、德龙省、阿尔代什省、卢瓦尔省和罗讷省。
与萨托拉斯和邦斯接壤的市镇（或旧市镇、城区）包括：沙马尼约、格勒奈、圣康坦-法拉维耶、圣洛朗德米尔、科隆比耶-索尼约。

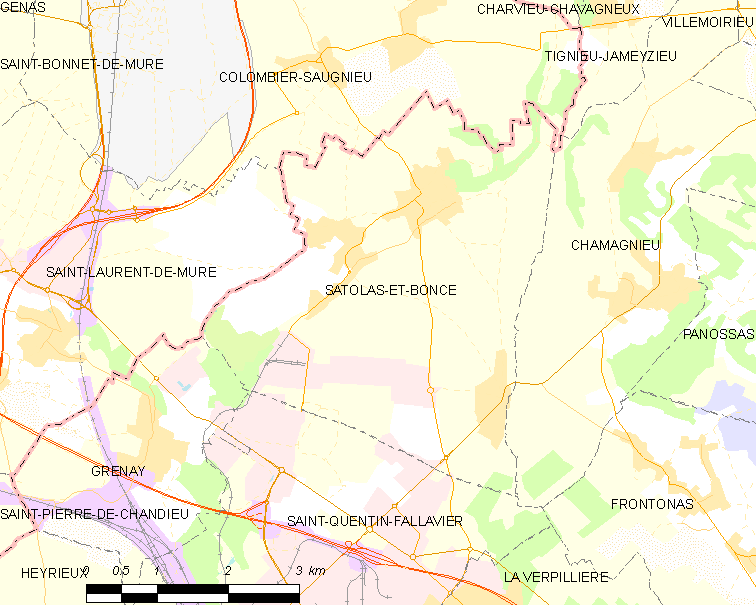
萨托拉斯和邦斯的OSM定位图

萨托拉斯和邦斯的时区为UTC+01:00、UTC+02:00（夏令时）。

## 行政
萨托拉斯和邦斯的邮政编码为38290，INSEE市镇编码为38475。

## 政治
萨托拉斯和邦斯所属的省级选区为拉韦皮耶尔县。

## 人口

1962-2008年间萨托拉斯和邦斯人口变化图示

萨托拉斯和邦斯于2022年1月1日时的人口数量为2540人。